# Măgura, Prahova
Măgura (în trecut, Atârnați, Bordeiul de Sare) este un sat în comuna Șoimari din județul Prahova, Muntenia, România.
Așezarea este atestată documentar din anul 1608 cu numele Măgura.